# Jurate Rosales
Jūratė Regina Statkutė de Rosales (Kaunas, Lituania, 9 de septiembre de 1929 – Caracas, Venezuela, 4 de septiembre de 2023)  fue una periodista e investigadora venezolana de origen lituano, doctora honorífica por la Universidad Lituana de Ciencias de la Educación de Vilna.

## Biografía
Nació en Kaunas el 9 de septiembre de 1929; cursó sus estudios primarios en París, donde vivió con sus padres hasta 1938. Su padre, Jonas Statkus, fue el primer director del Departamento de Seguridad del Estado de Lituania en el período de entreguerras. Luego de que la Unión Soviética ocupara el país tras la emisión del ultimátum, Statkus fue arrestado el 6 de julio de 1940 junto con Augustinas Povilaitis y el general Kazys Skučas y trasladados a la prisión de Butirka, en Moscú; la fecha de la muerte de Jonas Statkus sigue siendo desconocida.
Al terminar la Segunda Guerra Mundial, Jurate Rosales emigró nuevamente a Francia, donde estudió latín y francés, obteniendo el diploma para la enseñanza de esta lengua. Luego continuó sus estudios en la Universidad de Columbia de Nueva York, donde enseñó español, inglés y alemán.
En 1960, contrajo matrimonio con el ingeniero venezolano Luis Rosales, con quien tuvo cinco hijos: Luis, Juan, Sarunas, Rimas y Saulius. Pese al exilio, mantuvo su cultura de origen, y en su casa se hablan tanto español como lituano.
Desde 1983 fue redactora jefe de la popular revista de oposición Zeta. Además de sus artículos semanales y su trabajo editorial, tiene una sección permanente en el diario El Nuevo País y participa en entrevistas por radio, televisión e Internet. Durante mucho tiempo colaboró con el periódico Dirva, con base en Cleveland.
En Venezuela, Estados Unidos, España y Lituania publicó estudios que sustentan la hipótesis de que los godos no eran un pueblo germánico sino báltico, continuando la línea de autores bálticos que empieza con el erudito prusiano Matheus Praetorius y sigue con los historiadores lituanos Simonas Daukantas, Alexander M. Račkus y Česlovas Gedgaudas, y el lingüista lituano Kazimieras Būga.
Falleció en Caracas el 4 de septiembre de 2023, a los 93 años.

## Tesis sobre los godos
Jurate Rosales defendió que la lengua y la religión de los godos no eran germánicas sino bálticas. Señaló que el error de la identificación de los godos como un pueblo germánico se debe al erudito sueco Johan Ihre (siglo XVIII), quien estudió la lengua en que se escribió la Biblia de Ulfilas (único texto conocido en lengua gótica) y concluyó que era de tipo germánico sin tener en cuenta que su traductor, Ulfilas, pertenecía a una pequeña población de godos que vivía en la orilla sur del Danubio y hablaba un dialecto mezclado de gótico (báltico, según Rosales) y germánico, por estar rodeada de una población germánica mayor; el historiador Jordanes llamó a esos godos «los pequeños godos», distinguiéndolos así de los ostrogodos y los visigodos.Según Jurate, antes de Ihre los habitantes del noreste de Europa que no eran germanos eran llamados getas o getes, o sea «godos»:Según Rosales, hacia la mitad del II milenio y durante el I milenio a. C. los bálticos ocupaban un territorio que se extendía por Europa central y oriental, que comprendía la meseta de Valdái, donde nacen los ríos Dnieper y Volga, que servían a los godos, su tribu más meridional, para comerciar y hacer incursiones en Asia, llegando hasta la India.Sugiere que la continuidad milenaria de la población y de su cultura en el territorio nororiental europeo permite identificar a los bálticos con los primeros indoeuropeos, por ser esa la región de la que salieron las migraciones que crearon el dominio indoeuropeo.
Por último, considerando a los visigodos como bálticos, interpreta palabras y nombres propios del español en función de ese supuesto origen y atribuye a la influencia del báltico en el latín de la península ibérica la aparición de la palatalización y de los diptongos que caracterizan el castellano, el leonés y el gallego-portugués, dado que son muy semejantes a los diptongos de las lenguas bálticas. Así sostiene que el apellido Galindo se relaciona con la tribu báltica de los galindios ‘hombres de la frontera’, o Jiménez, es igual que el lituano Šimonis y sugiere interpretarlo como compuesto de aisčiai, nombre con que se denominan los bálticos a sí mismos, y (ge)mones, ‘hombre’.

### Crítica
Existe un consenso académico que considera a esta tesis, casi idéntica a la de Gedgaudas, como pseudohistórica. Al respecto, el lingüista e historiador lituano, Zigmas Zinkevičius, miembro de la Academia Lituana de Ciencias, la califica de «acientífica». Los profesores Alvydas Butkus y Stefano M. Lanza, por su parte, señalan los numerosos errores metodológicos de la autora, quien llega a forzar las fuentes o utilizar palabras «inexistentes» en lituano. En todos los casos se reconoce su impacto y difusión en la prensa lituana, motivado por el auge del nacionalismo.

## Obras
- Rosales, Jurate (1985). Idiomas bálticos y figuras de la península ibérica. Chicago: Fundación Cultural Devenis.
- — (1998). Los godos. dos vols. Caracas: Ediciones de la Revista Zeta.
- — (1999). Los godos. dos vols. Barcelona: Ariel.
- — (2004). Goths and Balts: The Missing Link of European History (en inglés). Chicago: Vydunas Youth Fund.
- — (2007). Gran decepción. Vilna: Baltijos Kopija. ISBN 978-9955-568-54-4.
- — (2009). Senasis aisčių giminės metraštis (en lituano). Kaunas: Č. Gedgaudo labdaros fondas. ISBN 978-9986-966-01-2.
- — (2011). Europos šaknys ir mes, lietuviai [Raíces europeas y nosotros los lituanos] (en lituano). Vilna: Versmė.
- — (2020). Las raíces de Europa. El hallazgo de la milenaria historia de los godos. Madrid: Kalathos. ISBN 979-8555430960.